# Almássy Gizi
Almássy Gizi  (Újpest, 1928. február 13. – 2025. június 8. vagy előtte) magyar színésznő.

## Életpályája
Rózsahegyi Kálmán Színészképző Iskolájában végzett 1946-ban. Pályáját a kecskeméti Katona József Színházban kezdte. 1949-től a szolnoki  Szigligeti Színházban, majd a Békés Megyei Jókai Színházban játszott. 1955-től ismét Kecskeméten szerepelt,  1957-től két évadot az egri Gárdonyi Géza Színházban töltött. 1959-től ismét Békéscsabára szerződött. 1962-től 1985-ig, nyugdíjba vonulásáig a győri Kisfaludy Színház társulatának volt tagja. Vendégként a József Attila Színházban is fellépett.

## Fontosabb színházi szerepei
- William Shakespeare: Szentivánéji álom... Titánia
- Nyikolaj Vasziljevics Gogol: A revizor... Korobkin felesége
- Benjamin Jonson: Volpone... Canina
- Friedrich Schiller: Ármány és szerelem... Sophie, komorna
- Jókai Mór: Aranyember... Tímea
- Jókai Mór: A kőszívű ember fiai... Alphonsine; Antónia
- Móricz Zsigmond: Nem élhetek muzsikaszó nélkül... Borcsa, szakácsné
- George Bernard Shaw: Sosem lehet tudni... Dolly
- Zerkovitz Béla: Csókos asszony... Rica Maca
- Schönthan testvérek – Kellér Dezső – Horváth Jenő – Szenes Iván: A szabin nők elrablása... Retteginé
- Ábrahám Pál: Bál a Savoyban... Daisy Parker
- Ábrahám Pál – Kellér Dezső – Szilágyi László: 3:1 a szerelem javára... Kalauznő
- Hervé: Nebáncsvirág... Corina; Silvia
- Bertolt Brecht – Kurt Weill: Koldusopera... Polly
- Kálmán Imre: Marica grófnő... Lidi; Ilka baronesz
- Jacques Deval – Nádas Gábor: A potyautas... Yvonne
- Ödön von Horváth: Mesél a bécsi erdő... Bárónő
- Molière: Képzelt beteg... Toinette
- Iszaak Oszipovics Dunajevszkij: Fehér akácok... Larissa
- Katona József: Bánk bán... Izidora
- Madách Imre: Az ember tragédiája... Hippia; Cluvia; cigányasszony
- Níkosz Kazandzákisz – Joseph Stein – John Kander – Fred Ebb: Zorba... Aténia (Fertőrákosi Barlangszínház)